# Das sogenannte Privatleben
Das sogenannte Privatleben (Originaltitel: Так называемая личная жизнь, Tak nasywajemaja litschnaja schisn) ist ein Roman von Konstantin Simonow aus dem Jahr 1978.

## Aufbau und Inhalt
Das Buch ist in 3 Novellen geteilt, die aus 27, 18 und 25 Kapiteln bestehen.

### I. Vier Schritte
Wassili Nikolajewitsch Lopatin, Intendant zweiten Ranges, Reporter der Krasnaja Swesda und ehemaliger Schriftsteller, kommt zu Beginn des Deutsch-Sowjetischen Krieges als Korrespondent an mehreren Fronten zum Einsatz. So wird er u. a. auf der Krim und nahe Odessa Zeuge von Kampfhandlungen und erlebt dabei auch die Evakuierung der Millionenstadt mit. Nach einer kurzen Rückkehr in die Moskauer Redaktion wird er nach Murmansk, ans Nordpolarmeer und nach Odojew delegiert. Dort begegnet er auch mehreren Einwohnern, denen Fraternisierung mit den deutschen und rumänischen Invasoren vorgeworfen wird.
Lopatins Gedanken schweifen gelegentlich zu seinem schwierigen Privatleben ab. Seine zehn Jahre jüngere Frau Xenia Sergejewna, eine naive und egoistische Dramaturgin, wurde nach Kasan evakuiert, die Tochter Nina ist kriegsbedingt mit ihren Schulkameraden in die Nähe von Gorki untergebracht. Lopatin stört diese Trennung anfangs, jedoch ist ihm klar, dass die Tochter mehr an ihm hängt und Xenia sie nur als Hindernis für sich ansieht.

### II. Zwanzig Tage ohne Krieg
Das Paar lässt sich scheiden und Xenia heiratet den Intendanten Jewgeni Alexejewitsch. Nina kommt kurzzeitig nach Moskau, ehe Lopatin wieder an die Front muss und die Tochter zu seiner älteren Schwester Anna nach Omsk schickt. Dort arbeitet Nina neben der Schule als Krankenschwester.
Lopatin wird Zeuge von Kampfhandlungen in Charkow und Stalingrad. Seine Frontberichte werden sehr geschätzt und sollen zu einem Drehbuch verarbeitet werden. Zur Bearbeitung des Skripts darf er fünf Tage nach Taschkent reisen und kommt dort bei seinem Freund Wjatscheslaw Viktorowitsch, einem innerlich zerrütteten Autor, unter. Zufällig trifft er auch Xenia wieder, die mit ihrem neuen Mann vor Ort in der Wohnung des Generals Jefimow, eines Bekannten Lopatins, wohnt. Er wird zum Abendessen eingeladen und dort von der dekadenten Schauspielerin Sinaida Antonowna belästigt. Im völligen Gegensatz dazu steht ein Besuch bei der resoluten Familie des schwerkranken Regisseurs, mit dem er das Drehbuch bearbeitet. In Taschkent besucht Lopatin außerdem eine evakuierte Fabrik und lernt die selbstbewusste Kostümbildnerin Nina Nike Nikolajewna kennen. Obwohl siebzehn Jahre jünger, zeigt sie Interesse an ihm und so verbringen beide eine Nacht miteinander.
Auf dem Rückweg macht er kurz Halt in Tbilisi und isst dort mit einem befreundeten Ehepaar und deren Bekannten zu Abend. Dabei gedenken sie der im Krieg kämpfenden oder schon gefallenen Söhne. Unmittelbar danach reist er wieder an die Front und trifft dort erneut General Jefimow.

### III. Wir werden uns nicht wiedersehen
Lopatin liegt mit einer Brustdurchschuss in einem Moskauer Lazarett, wo ihn seine mittlerweile siebzehnjährige Tochter besucht. Außerdem trifft er seinen Bekannten, den Politleiter Michail Welichow wieder, der Interesse an Nina zeigt. In dieser Zeit erhält Lopatin Post von Xenia, die Nachmieter für die ehemals gemeinsame Wohnung gefunden hat. Außerdem bittet er Nike per Brief um ihre Hand, sie schlägt es aber schweren Herzens aus. Außerdem stirbt Lopatins Schwager. Nina möchte einen halbjährigen Lehrgang besuchen und danach in der Armee als OP-Schwester arbeiten. Er kann es ihr trotz seiner Sorge nicht ausschlagen, zumal ihn auch die Eröffnung der Zweiten Front nicht optimistisch stimmt. 
Unmittelbar nach Ninas Abschied taucht Xenia in Moskau auf. Der Wohnungswechsel hat nicht funktioniert und sie ist über ihren Mann verärgert, da dieser die Überhebliche mehrfach in ihre Schranken wies. Sie bleibt vorübergehend in ihrer und Lopatins ehemaliger Wohnung, während er zur betagten Mutter seines Kollegen Boris Borja Gurski zieht. Kurz vor der Abfahrt an die 3. Belorussische Front kommt es zu einer Unterredung mit der zeitweise in Moskau weilenden Sinaida Antonowna. Sie verrät ihm, dass Nike ihn entgegen ihres Briefes doch gern heiraten möchte, es aber nicht einzugestehen wagte. Durch mehrere Schicksalsschläge bedingt hatte sie sich zwangsläufig wieder mit ihrem früheren Lebenspartner in Taschkent zusammengetan. Lopatin ist erfreut und versucht unmittelbar vor der Abreise seinen Redakteur zu überreden, eine Zuzugsgenehmigung für sie und ihren Sohn Wassja zu organisieren.
An der Front gerät Lopatin mit einem kleinen Stoßtrupp in einen Hinterhalt und überlebt als einer von wenigen. General Jefimow maßregelt ihn wegen seiner Risikobereitschaft und teilt ihm mit, dass er durch Borja ausgetauscht wird, der kurz darauf eintrifft. Zudem wurde ihr zuständiger Redakteur als Politchef an die Front versetzt. Zurück in Moskau trifft Lopatin wieder mit Nike zusammen, die sich kurzzeitig in der Stadt aufhält. Ihre gemeinsame Zeit währt nur einen Tag, da die Botschaft von Borjas Tod eintrifft. Er war auf eigenes Drängen über den Grenzfluss Šešupė übergesetzt und hatte länger als taktisch vertretbar im Feindesland verweilt. Lopatin überbringt seiner Mutter die Nachricht und fährt danach an die Front, um am Begräbnis teilzunehmen und die Aufzeichnungen seines Freundes zu vollenden. Nach mühsamer Reise trifft er wieder mit dem ehemaligen Redakteur und letztlich auch Welichow zusammen, der mittlerweile Regimentskommandeur ist. Die Beerdigung ist aber bereits vollzogen. Nach dem Besuch des Grabes, in dem neben Borja drei weitere Gefallenen ruhen, versucht der besorgte Welichow Lopatin zu überreden, Nina den Sanitätsdienst an der Front zu verbieten. Dieser lehnt ab und überredet seinen Bekannten stattdessen, mit ihm kurzzeitig die Šešupė zu überqueren, da er nur so Borjas Aufzeichnungen nachvollziehen und sie sachgerecht beendet kann. Die Geschichte endet mit dem Aufbruch der beiden zur Grenze.

## Entstehung und Selbstzeugnis
Nach Simonows Darstellung entstanden während der Arbeit an Die Lebenden und die Toten literarische Skizzen über das Wirken eines Frontkorrespondenten. Zwischen 1957 und 1963 fasste er diese zunächst zu vier Erzählungen zusammen, die einzeln veröffentlicht wurden, aber inhaltlich zusammenhingen. Die Passage Deine Frau ist gekommen erschien 1966 auch auf Deutsch. Aus den Einzelwerken entstand letztlich die Novelle Vier Schritte, die den ersten Teil des Romans bildet. Darauf aufbauend entstanden die weiteren beiden Teile. Die Zusammenstellung des kompletten Werkes besorgte der Autor von 1975 bis 1978.
Simonow widmete den Roman seinen „ehemaligen Kameraden, den Kriegskorrespondenten der Generation Tichonows, Surkows, Platonows und Slawins“. Er betonte in diesem Zusammenhang, dass das Werk keine Autobiografie darstellt, da die Hauptperson der Generation der Widmungsempfänger angehört. Im Buchtitel sah Simonow selbst einen „polemischen[r] Unterton“, jedoch waren Liebe und Krieg seines Erachtens in dieser Zeit unlöslich miteinander verbunden.

## Ausgaben
Das Werk erschien erstmals 1978 beim Verlag Московский рабочий (Moskowski rabotschi) in Moskau. Deutschsprachige Editionen folgten 1980 und 1981 im Verlag Volk und Welt und im Buchclub 65, die Übersetzung besorgten Dieter Pommerenke (Vier Schritte), Marlene Milack (Zwanzig Tage ohne Krieg) sowie Corrinna und Gottfried Wojtek (Wir werden uns nicht wiedersehen).

## Zitat
„Aber was bedeutet eigentlich Privatleben? Man gebraucht Worte, ohne sich in ihrem Sinn hineinzudenken. Hat der Mensch etwa noch irgendein anderes Leben, ein nicht privates – ein unpersönliches, und was für ein eines wäre das? Etwa eins im Jenseits? Wenn sich der Mensch aus Kleinmütigkeit nicht selber in zwei imaginäre Hälften geteilt hat, gibt es auf der Welt nur ein Privatleben und sonst gar nichts.“